# معماری هاوایی

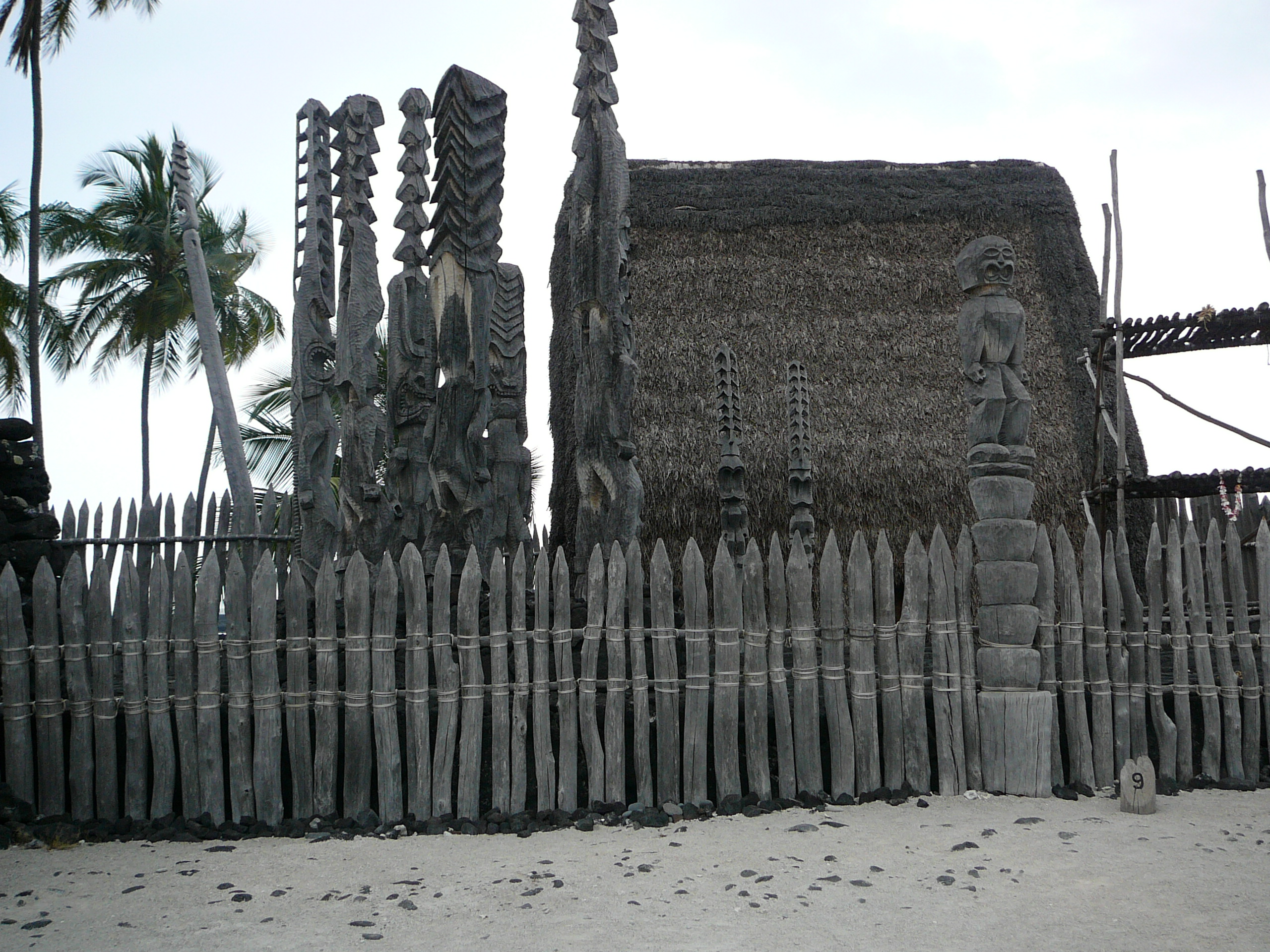
هاله او کیاوه

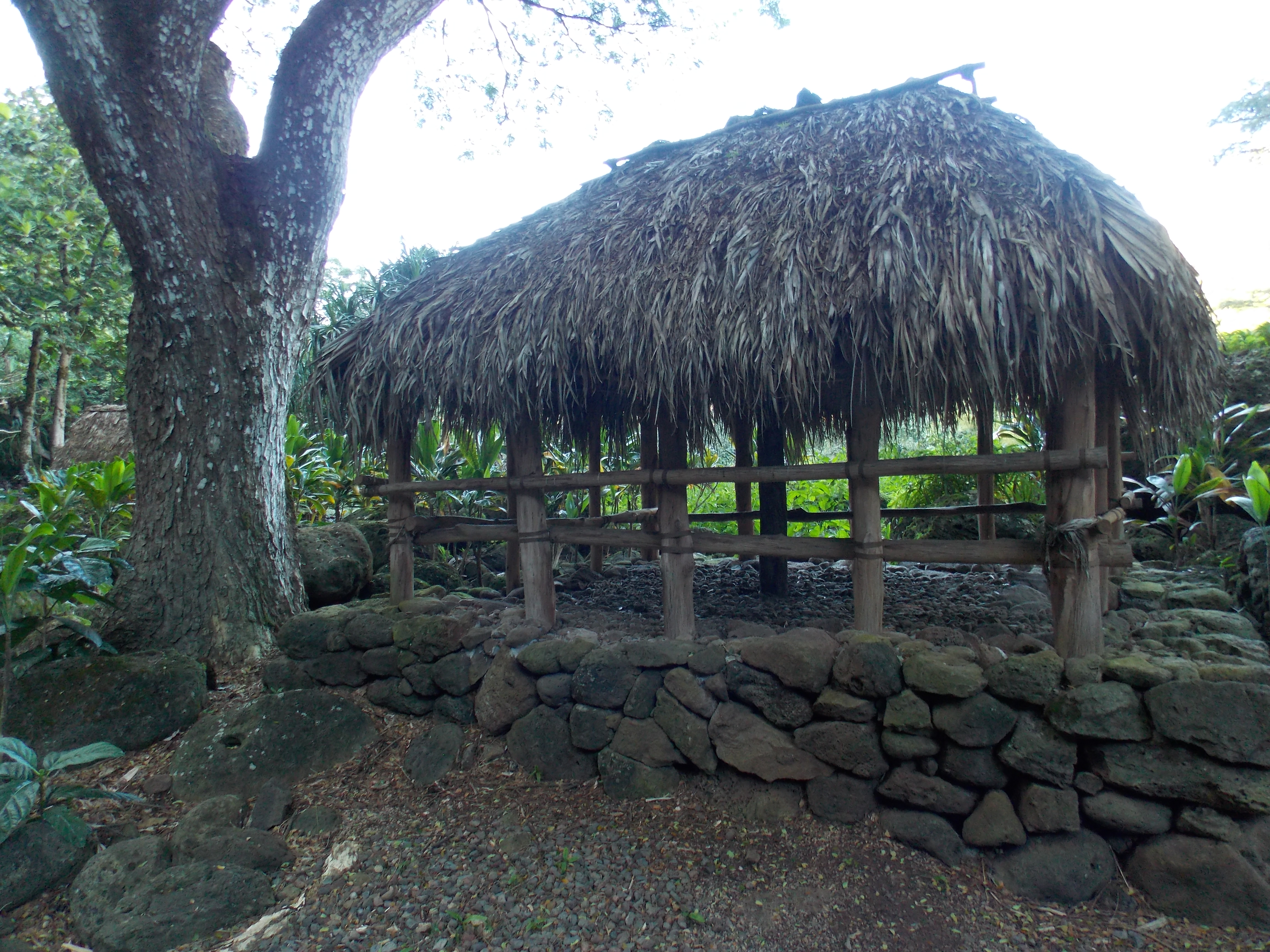

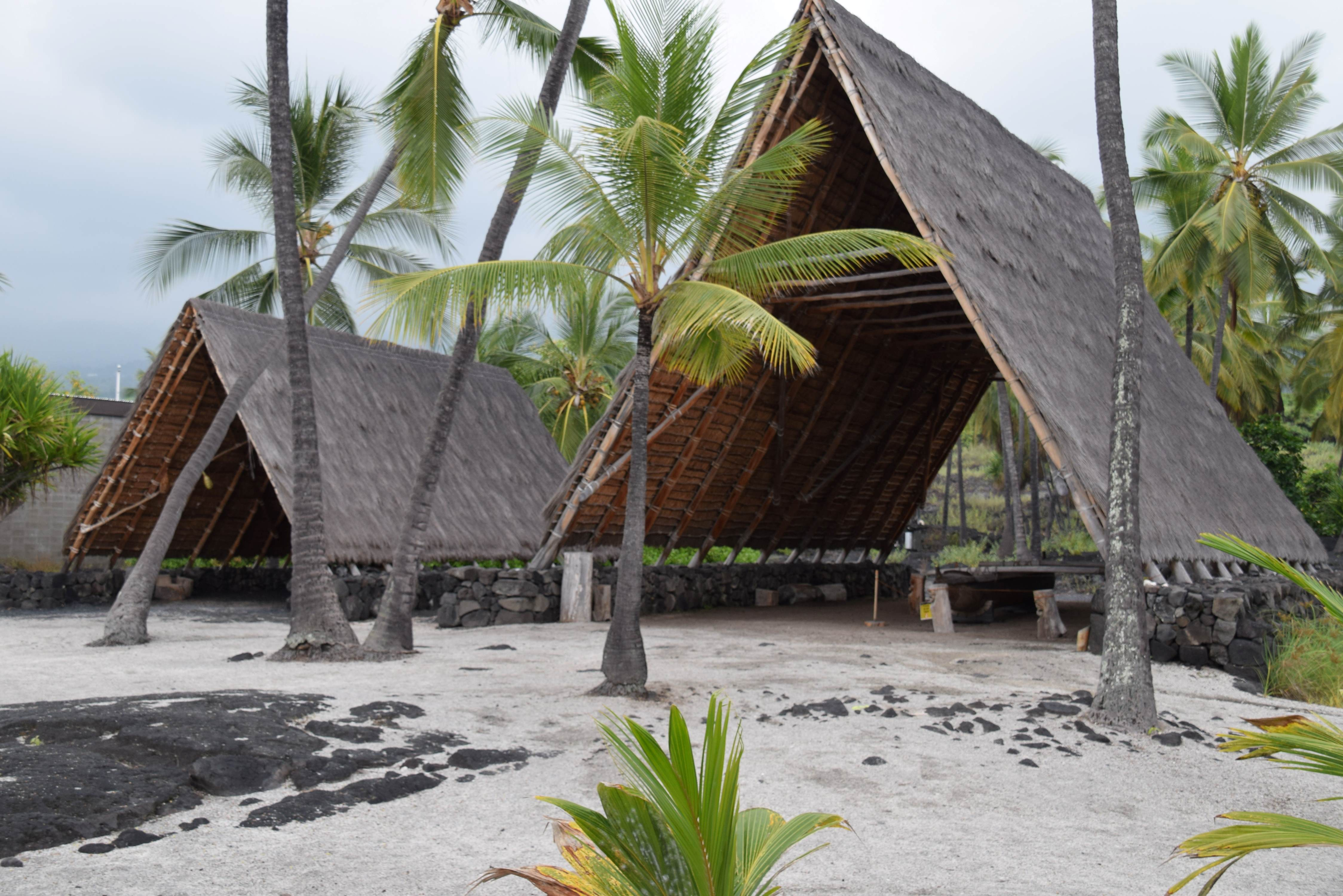
هاله بزرگ‌تر در پارک تاریخی ملی پواهنوا او هونائونائو، جزیره بزرگ هاوایی

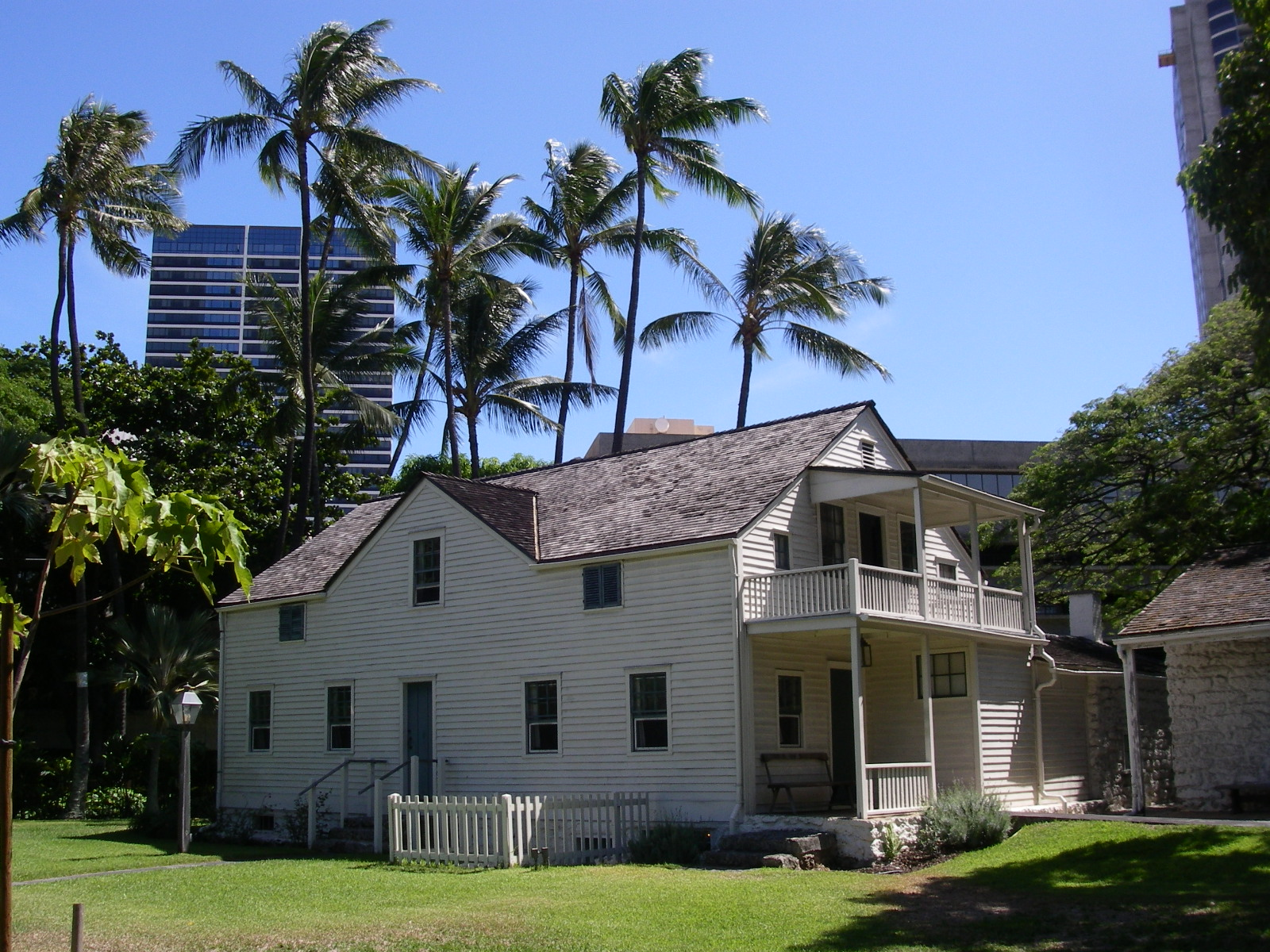
یکی از خانه‌های موزه خانه‌های میسیونری، هونولولو.

معماری هاوایی (انگلیسی: Hawaiian architecture) بازتاب‌دهنده فرهنگ بومیان هاوایی است و به‌طور سنتی از منابع طبیعی منطقه استفاده می‌کند. این معماری به سازه‌های کاه‌پوش و چوبی معروف است که به دلیل شرایط آب‌وهوایی جزایر، به گونه‌ای طراحی شده‌اند که هم مقاومت در برابر باد و باران را داشته باشند و هم تهویه طبیعی را فراهم کنند. خانه‌های هاوایی به نام «هاله» شامل اتاق‌های مجزا برای خواب، آشپزی و آیین‌های مذهبی بودند. امروزه، معماری نوین هاوایی ترکیبی از سبک‌های سنتی و معماری مدرن غربی است که به صورت پایدار و هماهنگ با طبیعت ساخته می‌شوند.
معماری هاوایی یک سبک معماری متمایز است که در درجه اول در جزایر هاوایی توسعه یافته و به کار گرفته شده است. اگرچه این سبک بر اساس سبک‌های غربی وارداتی بنا شده است، اما ویژگی‌های منحصر به فرد هاوایی، معماری هاوایی را در برابر سایر سبک‌ها متمایز می‌کند. معماری هاوایی بازتاب تاریخ جزایر از دوران باستان تا دوران پادشاهی، از سال‌های قلمرو بودن تا ایالت شدن و پس از آن است.

## سبک‌ها
سبک‌های مختلف در طول تاریخ هاوایی، گویای نگرش‌ها و روحیه مردم آن است. گفته می‌شود معماری هاوایی داستان چگونگی تکامل تدریجی بومیان هاوایی و جامعه پیچیده آنها در دوران باستان را با ورود سبک‌های جدید از خارج از مرزهای آن، از تاجران اولیه اروپایی، شکارچیان نهنگ و تله‌گذاران خز از کانادا، مأموریت‌های مذهبی نیوانگلندی‌ها و کاتولیک‌های فرانسوی، کمون‌های پیروان کلیسای عیسی مسیح قدیسان آخرالزمان از یوتا، فرهنگ‌های کارگران مزارع از آسیا تا کلان‌شهر بین‌المللی مدرن امروزی هونولولو، روایت می‌کند.
درون سبک معماری هاوایی، زیرمجموعه‌های مختلفی از سبک‌ها وجود دارد که هر کدام به دوره‌های تاریخی خاصی مربوط می‌شوند. اولین شکل معماری هاوایی از چیزی که هاوایی باستان نامیده می‌شود، سرچشمه می‌گیرد - طرح‌هایی که در ساخت پناهگاه‌های روستایی از آلونک‌های ساده افراد طرد شده و بردگان، کلبه‌های ماهیگیران و سازندگان قایق در امتداد سواحل، پناهگاه‌های طبقه کارگر (makaʻainana)، معابد پیچیده و مقدس (heiau) کاهنان (kahuna) و خانه‌های کاهگلی مجلل بر روی پایه‌های بازالتی مرتفع اشراف (aliʻi) به کار می‌رفتند.
نحوه ساخت یک کلبه ساده چمنی در هاوایی باستان نشان می‌داد چه کسی در یک خانه خاص زندگی می‌کند. الگوهایی که گیاهان خشک شده و الوار در کنار هم قرار می‌گرفتند، می‌توانستند نشان‌دهنده طبقه اجتماعی، مهارت و تجارت، حرفه و ثروت باشند. معماری هاوایی قبل از ورود کاپیتان جیمز کوک، کاشف بریتانیایی، از نمادگرایی برای شناسایی ارزش مذهبی ساکنان سازه‌های خاص استفاده می‌کرد. پرچم‌های ساخته شده از پر به نام kahili و نیزه‌های koa مزین به پارچه kapa که در ورودی برخی خانه‌ها به نام puloʻuloʻu به صورت ضربدری قرار می‌گرفتند، نشان دهنده محل زندگی اشراف (aliʻi) بودند. مجسمه‌های Kiʻi که در دیوارهای بازالتی محصور شده بودند، نشان دهنده خانه‌های کاهنان (kahuna) بودند.

## هاله
ساختارهای «هاله» (Hale) در معماری هاوایی از مواد طبیعی ساخته می‌شوند و چهار نوع اصلی دارند: هاله هالاوای (دیوارهای باز)، هاله کوآی (ساختار خمیده)، هاله نوآ (کاملاً بسته)، و هاله وا`ا (ساختار A شکل). معماری سنتی هاوایی با ورود مبلغان مذهبی تغییر یافت. کلیساها و خانه‌ها از سبک‌های معماری نیوانگلند و فرانسوی الهام گرفتند. همچنین سبک‌های جدیدی مانند معماری گوتیک هاوایی و رنسانس هاوایی توسعه یافتند که عناصر طبیعی و محلی را با تأثیرات خارجی ترکیب کردند.

## مبلغان مذهبی
معماری سنتی هاوایی با ورود میسیونرهای مذهبی تغییر کرد. اولین تحول در معماری هاوایی با ورود هیارام بینگهام، مبلغ کانگراگشنال، و سپس خانواده‌های مذهبی پرسبیتری آغاز شد. آن‌ها در شهرهای بندری هونولولو و لاهینا خانه‌هایی ساده با سقف‌های شیب‌دار ساختند که از سبک‌های نیوانگلند الهام گرفته بودند. با گذشت زمان، روش‌ها و مواد محلی جایگزین شدند. از مرجان‌های صخره‌های دریایی برای ساخت کلیساها، از جمله کلیسای کاوایاهائو، استفاده شد. بعدها، میسیونرهای فرانسوی معماری اروپایی را معرفی کردند و تأثیرات معماری هاوایی را گسترش دادند.

## سبک گوتیک

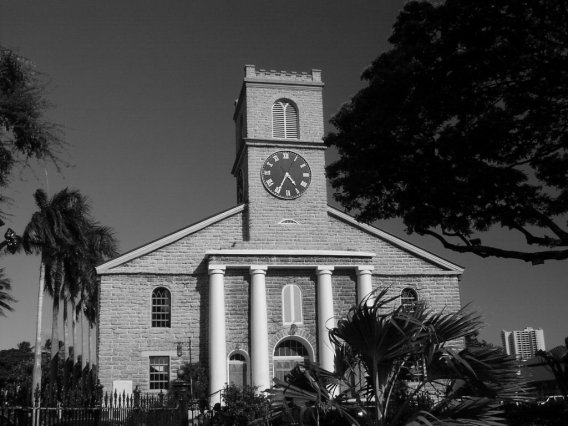
کلیسای کاوایاهائو.

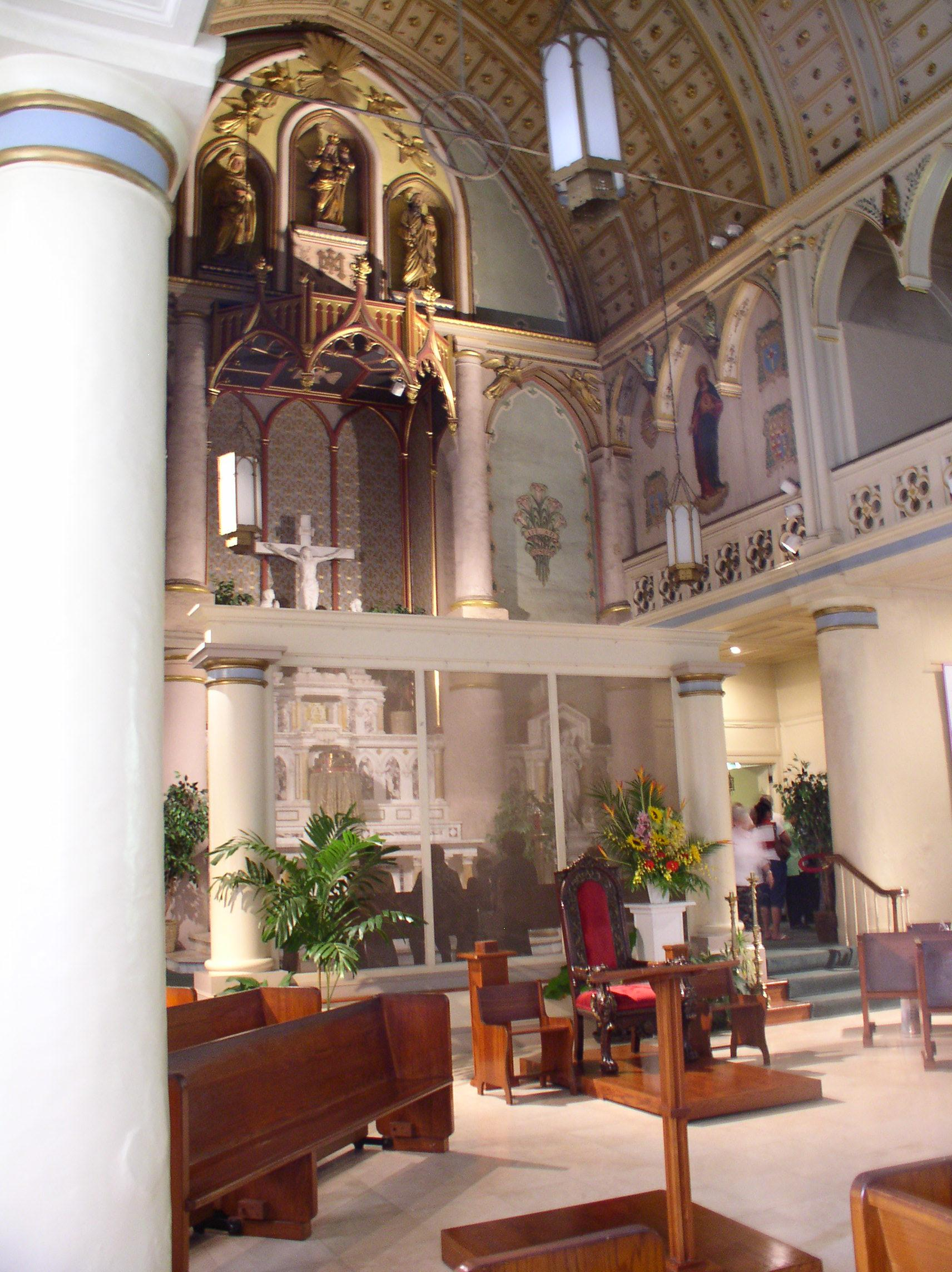
نمای داخلی کلیسای بانوی صلح

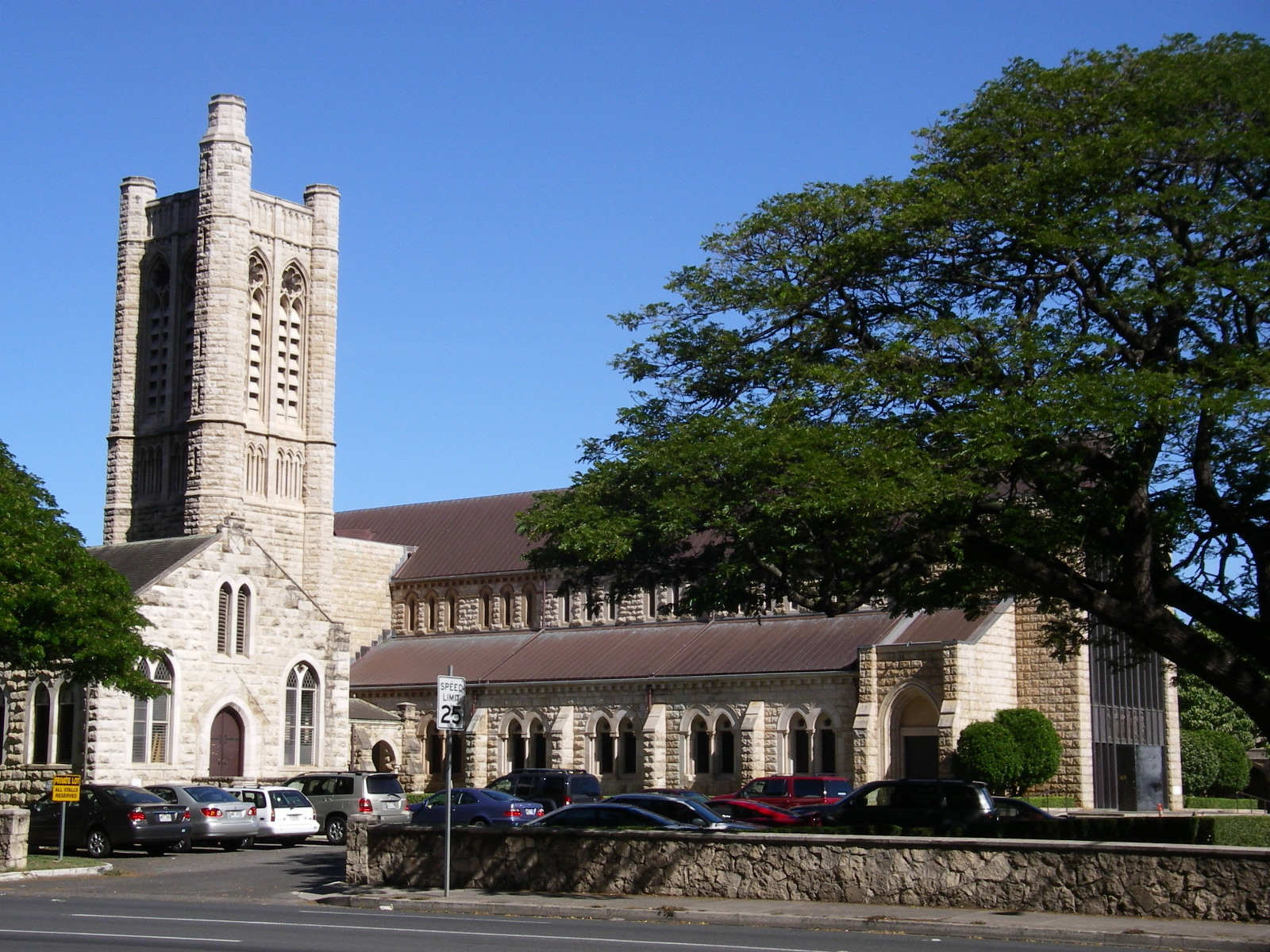
کلیسای سنت اندرو.

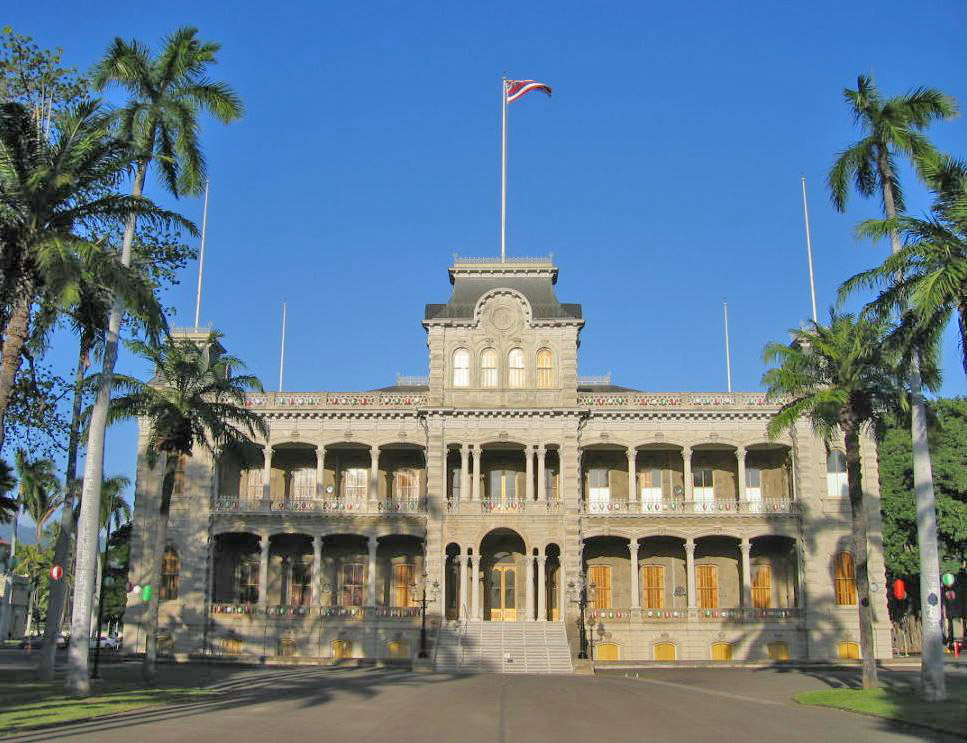
کاخ لولانی.

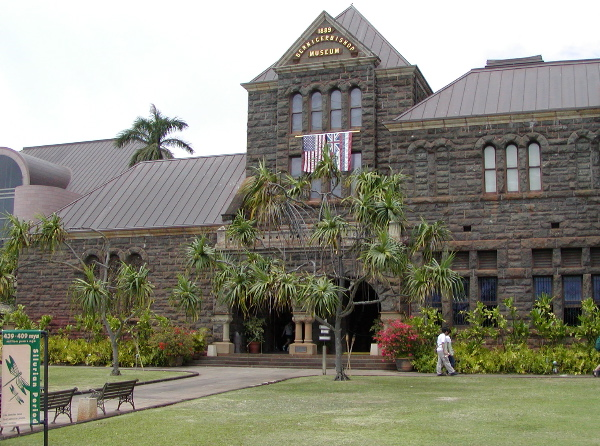
ورودی موزه بیشاپ.

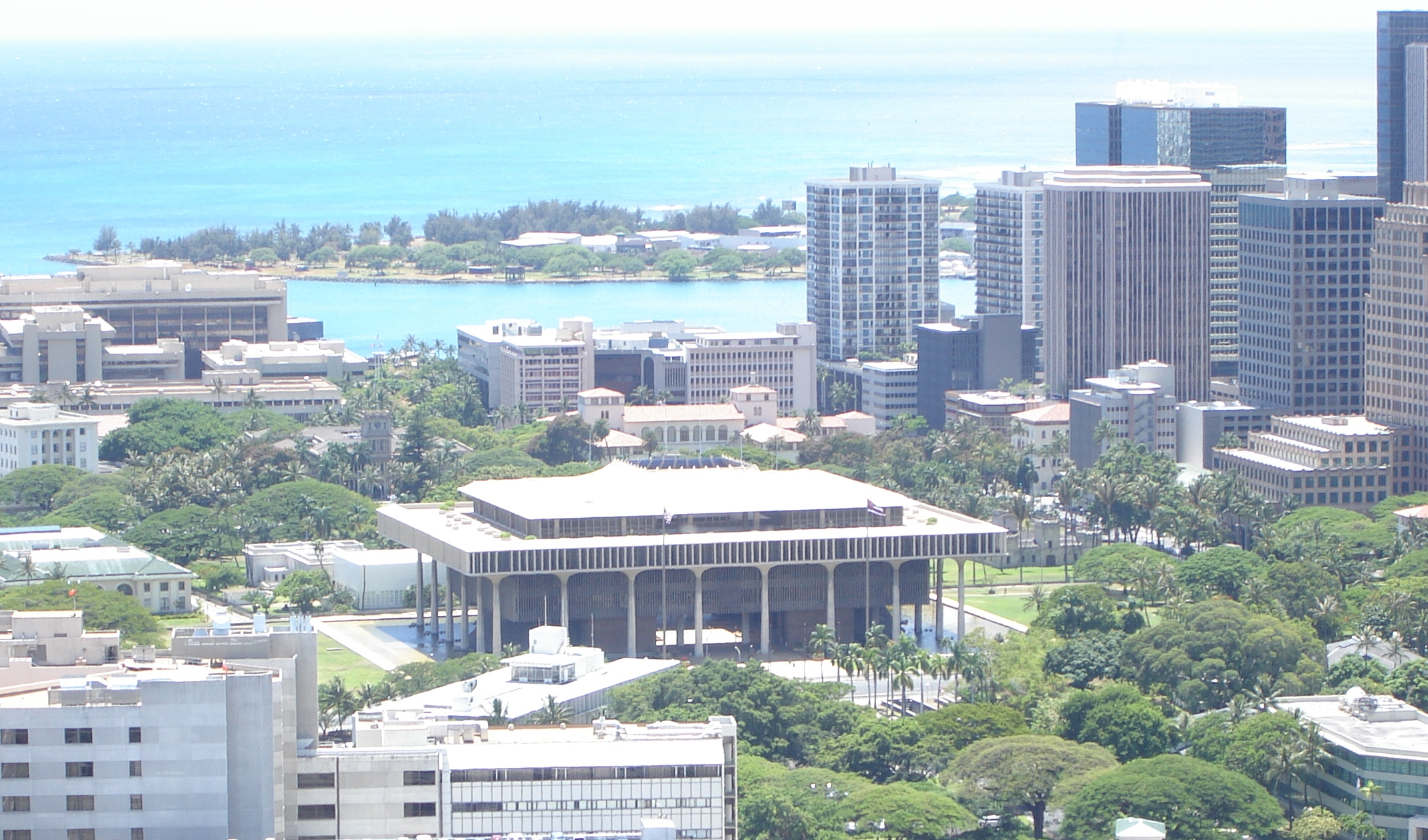
کاپیتول ایالت هاوایی. عکس گرفته شده از دهانه پانچ‌باول.

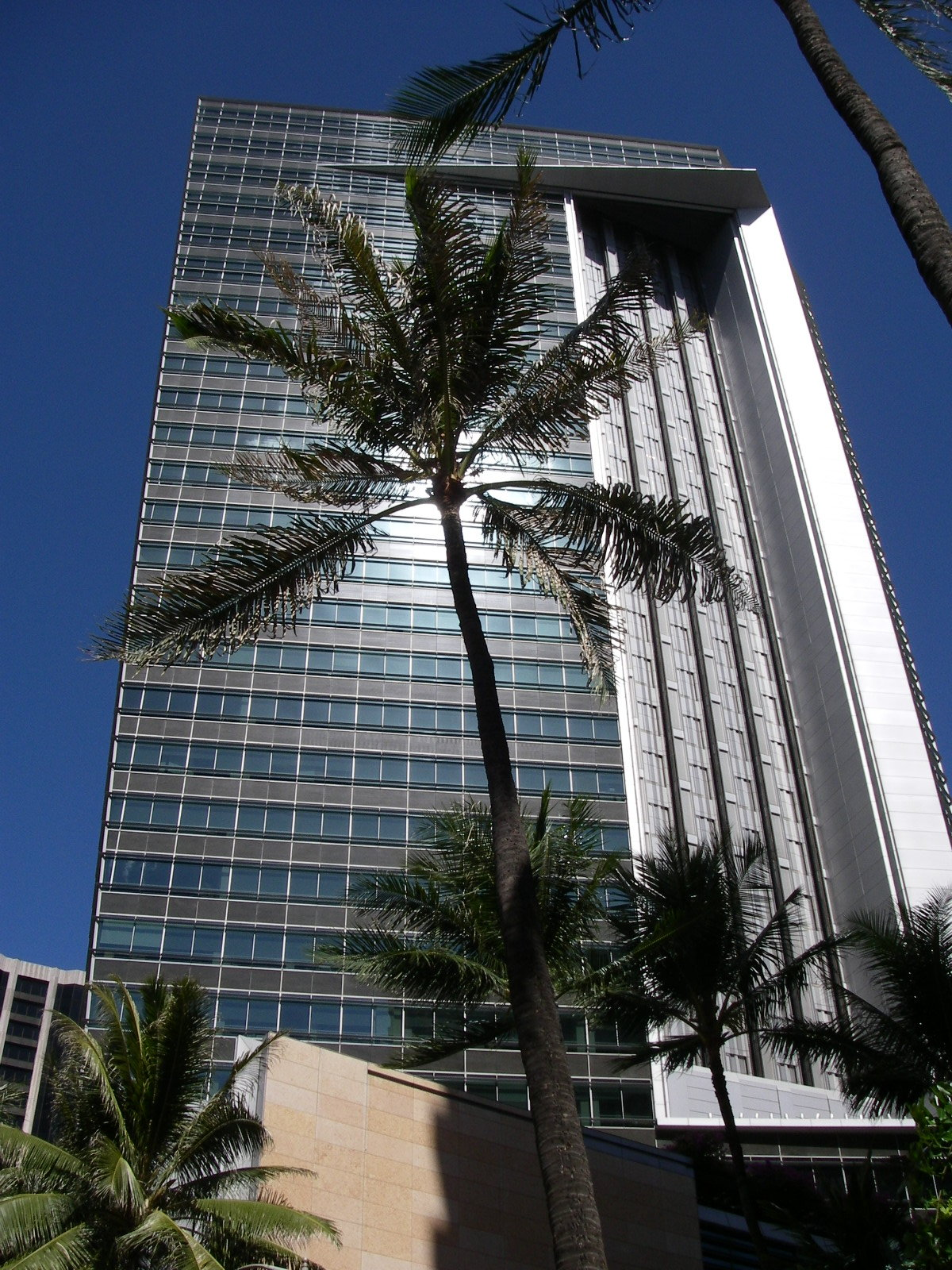
مرکز First Hawaiian

اولین تجربه استفاده از معماری گوتیک در هاوایی توسط کلیسای کاتولیک آغاز شد. در اوایل قرن ۲۰، اسقف بویانم پروژه‌ای را برای بازسازی کلیسای «بانوی صلح» آغاز کرد، اما به دلیل هزینه‌های بالا، پروژه ناقص ماند. پس از او، اسقف الکاستره کلیسا را به سبک کلاسیک بازسازی کرد. بعدها، کامِهامِه‌ها چهارم کلیسای سنت اندرو را بر اساس معماری گوتیک بنا نهاد که اولین استفاده از طاق در هاوایی بود. به دلیل هزینه‌های بالا و تطابق کم با محیط هاوایی، معماری گوتیک گسترده نشد.

## دیگر سبک‌ها

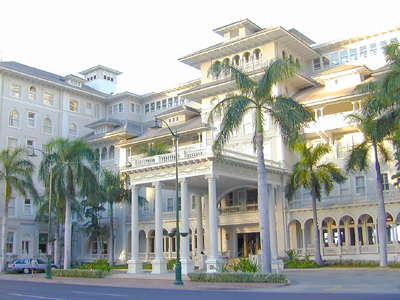
افتتاح شده در ۱۹۰۱، هتل موانا الگویی برای طراحی معماری مدرن هاوایی است

معماری هاوایی در طول زمان تغییرات زیادی داشته است. پادشاهان کامه‌هامه پنجم و کالاکائو سبک رنسانس هاوایی را با الهام از معماری رومی و ایتالیایی، در ساختمان‌هایی مانند کاخ لولانی و ساختمان آلی‌ایولانی هیل به کار بردند.
در اواخر دوران پادشاهی و اوایل دوره قلمرو بودن هاوایی، سبک رومانسک هاوایی با استفاده از سنگ‌های بازالت تیره رواج پیدا کرد، مانند ساختمان‌های موزه برنیس پی. بیشاپ.
در دهه‌های ۱۹۲۰ و ۱۹۳۰، سبک‌های بو-آرتز و آرت دکو با تلفیق نقوش هاوایی و عناصر گرمسیری در هاوایی به کار گرفته شدند، مانند بنای یادبود وایکیکی ناتاتوریوم و تئاتر هاوایی.
در دهه ۱۹۶۰، سبک بین‌المللی با الهام از معماری باوهاوس در ساختمان‌هایی مانند ساختمان کنگره ایالتی هاوایی رواج یافت. این سبک از خطوط ساده، اشکال هندسی و رنگ‌های مات استفاده می‌کرد و نمادهایی از طبیعت هاوایی را در خود جای می‌داد.
در کنار این سبک‌ها، معماری مزارع هاوایی با خانه‌های چوبی کم ارتفاع و ایوان‌های بزرگ نیز در هاوایی رواج داشت. این سبک در اواخر قرن بیستم دوباره احیا شد و در پروژه‌های ساختمانی بزرگ به کار گرفته شد.
در نهایت، با ساخت آسمان‌خراش‌هایی مانند مرکز هاوایی اول، معماری هاوایی به سمت مدرنیته حرکت کرد، اما همچنان از نمادها و عناصر طبیعی هاوایی در طراحی این ساختمان‌ها استفاده می‌شود.
معماران هاوایی همواره سعی کرده‌اند تا سبک‌های معماری وارداتی را با محیط زیست و فرهنگ هاوایی تطبیق دهند و سبکی منحصر به فرد و متمایز ایجاد کنند.